# Карпениј де Сус (Алба)
Карпениј де Сус (рум. Carpenii de Sus) насеље је у Румунији у округу Алба у општини Шпринг. Oпштина се налази на надморској висини од 398 m.

## Становништво
Према подацима из 2011. године у насељу је живело 4 становника.